# Moropsyche gerolan
Moropsyche gerolan är en nattsländeart som beskrevs av Malicky och Chantaramongkol 1991. Moropsyche gerolan ingår i släktet Moropsyche och familjen Apataniidae. Inga underarter finns listade i Catalogue of Life.